# Kingdom (série de televisão estadunidense)
Kingdom é uma série de televisão dramática estadunidense transmitida pelo canal Audience Network. A série foi criada por Byron Balasco e estreou em 8 de outubro de 2014, no horário das 21h. A primeira temporada consiste em dez episódios, e em 17 de outubro de 2014, a DirecTV anunciou que a série seria renovada para mais vinte episódios: dez em 2015 e dez em 2016.
No elenco estão Nick Jonas, Kiele Sanchez, Matt Lauria, Jonathan Tucker e Frank Grillo.

## Sinopse
Kingdom é um drama familiar situado no mundo das artes marciais. A história acompanha a vida de Alvey Henderson (Frank Grillo, de Prison Break, The Gates), ex-lutador que agora é o proprietário de uma academia de artes marciais em Venice, Califórnia. Após passar anos como dependente de drogas, Alvey tenta dar a volta por cima. 
Separado de Christina (Joanna Going, de House of Cards), com quem teve dois filhos, Alvey mantém um relacionamento com Lisa Prince (Kiele Sanchez, de The Glades), mulher que se envolveu com Ryan no passado (Matt Lauria, de Parenthood, Friday Night Lights). Este é um atleta da classe operária que conseguiu subir rápido na vida, mas seu envolvimento com a violência o levou à prisão. Agora ele tenta seu retorno aos esportes.
Alvey tem dois filhos: o mais novo, Nate (Nick Jonas), um lutador profissional e maior esperança da família, e o mais velho, Jay (Jonathan Tucker), que já foi um grande lutador, mas hoje é bastante problemático.

## Elenco
- Frank Grillo como Alvey Kulina
- Nick Jonas como Nate Kulina
- Jonathan Tucker como Jay Kulina
- Kiele Sanchez como Lisa Prince
- Matt Lauria como Ryan Wheeler

## Episódios

### Primeira Temporada (2014)
| Geral | N. na temporada | Título                       | Dirigido por   | Escrito por                                               | Data da primeira exibição | Audiência nos EUA (em milhões) |
| ----- | --------------- | ---------------------------- | -------------- | --------------------------------------------------------- | ------------------------- | ------------------------------ |
| 1     | 1               | "Set Yourself on Fire"       | Adam Davidson  | Byron Balasco                                             | 8 de outubro de 2014      | ASA                            |
| 2     | 2               | "Glass Eye"                  | Adam Davidson  | Byron Balasco                                             | 15 de outubro de 2014     | ASA                            |
| 3     | 3               | "Piece of Plastic"           | Michael Morris | Alex Metcalf                                              | 22 de outubro de 2014     | ASA                            |
| 4     | 4               | "Flowers"                    | Michael Morris | Fernanda Coppel                                           | 29 de outubro de 2014     | ASA                            |
| 5     | 5               | "Eat Your Own Cooking"       | Gary Fleder    | Vladimir Cvetko                                           | 5 de novembro de 2014     | ASA                            |
| 6     | 6               | "Please Refrain from Crying" | Gary Fleder    | Alex Metcalf                                              | 12 de novembro de 2014    | ASA                            |
| 7     | 7               | "Animator/Annihilator"       | Dennie Gordon  | Ryan Farley                                               | 19 de novembro de 2014    | ASA                            |
| 8     | 8               | "The Gentle Slope"           | Dennie Gordon  | Tom Garrigus                                              | 26 de novembro de 2014    | ASA                            |
| 9     | 9               | "Cut Day"                    | Tim Iacofano   | História: Ryan Farley Roteiro: Ryan Farley & Tom Garrigus | 3 de dezembro de 2014     | ASA                            |
| 10    | 10              | "King Beast"                 | Tim Iacofano   | História: Tom Garrigus Roteiro: Byron Balasco             | 10 de dezembro de 2014    | ASA                            |

## Recepção
Em sua primeira temporada, Kingdom teve recepção geralmente favorável por parte da crítica especializada. Com base de 12 avaliações profissionais, alcançou uma pontuação de 72% no Metacritic.